# Panvel
Panvel là một thành phố và là nơi đặt hội đồng đô thị (municipal council) của quận Raigarh thuộc bang Maharashtra, Ấn Độ.

## Địa lý
Panvel có vị trí 18°59′B 73°06′Đ / 18,98°B 73,1°Đ Nó có độ cao trung bình là 28 mét (91 feet).

## Nhân khẩu
Theo điều tra dân số năm 2001 của Ấn Độ, Panvel có dân số 104.031 người. Phái nam chiếm 53% tổng số dân và phái nữ chiếm 47%. Panvel có tỷ lệ 78% biết đọc biết viết, cao hơn tỷ lệ trung bình toàn quốc là 59,5%: tỷ lệ cho phái nam là 81%, và tỷ lệ cho phái nữ là 74%. Tại Panvel, 13% dân số nhỏ hơn 6 tuổi.